# Championnats du monde de descente de canoë-kayak 1971
Navigation
Championnats du monde de descente 1969 Championnats du monde de descente 1973
Les 7e championnats du monde de descente en canoë-kayak de 1971 se sont tenus à Merano en Italie, sous l'égide de la Fédération internationale de canoë.

## Podiums

### K1
| Rang               | Athlète         | Pays                 | Temps |
| ------------------ | --------------- | -------------------- | ----- |
| Médaille d'or      | Bernd Kast      | Allemagne de l'Ouest |       |
| Médaille d'argent  | Kurt Presslmayr | Autriche             |       |
| Médaille de bronze | Jochen Schwarz  | Allemagne de l'Ouest |       |

| Rang               | Athlète          | Pays                 | Temps |
| ------------------ | ---------------- | -------------------- | ----- |
| Médaille d'or      | Ulrike Deppe     | Allemagne de l'Ouest |       |
| Médaille d'argent  | Magda Wunderlich | Allemagne de l'Ouest |       |
| Médaille de bronze | Ludmilla Polesna | Tchécoslovaquie      |       |

| Rang               | Athlète                                                 | Pays                 | Temps |
| ------------------ | ------------------------------------------------------- | -------------------- | ----- |
| Médaille d'or      | Ulrich Pech Bernd Kast Jochen Schwarz                   | Allemagne de l'Ouest |       |
| Médaille d'argent  | Gerhard Peinhaupt Manfred Pock Kurt Presslmayr          | Autriche             |       |
| Médaille de bronze | Jean-Pierre Burny Jean-Claude Michiels Philippe Prévost | Belgique             |       |

| Rang               | Athlète                                            | Pays                 | Temps |
| ------------------ | -------------------------------------------------- | -------------------- | ----- |
| Médaille d'or      | Annemie Amslinger Ulrike Deppe Magda Wunderlich    | Allemagne de l'Ouest |       |
| Médaille d'argent  | Irena Komancova Ludmilla Polesna Bohumila Kapplova | Tchécoslovaquie      |       |
| Médaille de bronze | Mélanie Alexis Ingrid Burny Rosine Roland          | Belgique             |       |

### C1
| Rang               | Athlète         | Pays                 | Temps |
| ------------------ | --------------- | -------------------- | ----- |
| Médaille d'or      | Peter Sodomka   | Tchécoslovaquie      |       |
| Médaille d'argent  | Bernd Heinemann | Allemagne de l'Ouest |       |
| Médaille de bronze | Walter Gehlen   | Allemagne de l'Ouest |       |

| Rang               | Athlète                                       | Pays                 | Temps |
| ------------------ | --------------------------------------------- | -------------------- | ----- |
| Médaille d'or      | Walter Gehlen Bernd Heinemann Wolfgang Jogwer | Allemagne de l'Ouest |       |
| Médaille d'argent  | Jiri Vocka Karel Tresnak Peter Sodomka        | Tchécoslovaquie      |       |
| Médaille de bronze | John Sweet Al Button Russ Nichols             | États-Unis           |       |

### C2
| Rang               | Athlète                                          | Pays     | Temps |
| ------------------ | ------------------------------------------------ | -------- | ----- |
| Médaille d'or      | Pierre-François Lefauconnier Gilles Lefauconnier | France   |       |
| Médaille d'argent  | Heimo Müllneritsch Helmar Steindl                | Autriche |       |
| Médaille de bronze | Jean-Paul Meynard Claude Bost                    | France   |       |

| Rang               | Athlète                           | Pays     | Temps |
| ------------------ | --------------------------------- | -------- | ----- |
| Médaille d'or      | Hanneliese Spitz Helmut Ramelov   | Autriche |       |
| Médaille d'argent  | Claudette Parisy Alain Feuillette | France   |       |
| Médaille de bronze | France Gaud Georges Dransart      | France   |       |

| Rang               | Athlète                                                   | Pays                 | Temps |
| ------------------ | --------------------------------------------------------- | -------------------- | ----- |
| Médaille d'or      | Gaud/ Dransart Parisy / Feuillette Ravilly / Guilbaut     | France               |       |
| Médaille d'argent  | Lasseur / Gauert Rose / Rose Schönherr / Gebert           | Allemagne de l'Ouest |       |
| Médaille de bronze | Svoboda / Legatova Koudelka/ Koudelkova Krejza/ Sirotkova | Tchécoslovaquie      |       |

## Tableau des médailles
| Rang  | Nation               | Or | Argent | Bronze | Total |
| ----- | -------------------- | -- | ------ | ------ | ----- |
| 1     | Allemagne de l'Ouest | 5  | 3      | 2      | 10    |
| 2     | France               | 2  | 1      | 2      | 5     |
| 3     | Autriche             | 1  | 3      | 0      | 4     |
| 4     | Tchécoslovaquie      | 1  | 2      | 2      | 5     |
| 5     | Belgique             | 0  | 0      | 2      | 2     |
| 6     | États-Unis           | 0  | 0      | 1      | 1     |
| Total | Total                | 9  | 9      | 9      | 27    |